# Gonzalo Freitas
Gonzalo Gastón Freitas Silva (Montevideo, Uruguay, 2 de octubre de 1991) es un futbolista uruguayo, juega de volante central  y actualmente se encuentra en el Goiás de la Serie B.. Es hermano del también futbolista Nicolás Freitas.

## Clubes
| Club                            | País      | Año       |
| ------------------------------- | --------- | --------- |
| Bella Vista                     | Uruguay   | 2011-2013 |
| Liverpool                       | Uruguay   | 2013-2017 |
| Atlético Tucumán (préstamo)     | Argentina | 2017-2018 |
| Peñarol                         | Uruguay   | 2018-2021 |
| Everton (préstamo)              | Chile     | 2019      |
| Deportes Antofagasta (préstamo) | Chile     | 2020-2021 |
| Peñarol                         | Uruguay   | 2021      |
| Mazatlán                        | México    | 2021-2022 |
| Defensor Sporting               | Uruguay   | 2022-2024 |
| Montevideo Wanderers            | Uruguay   | 2024      |
| Atlético Goianiense             | Brasil    | 2024      |
| Goiás                           | Brasil    | 2025-     |

## Palmarés

### Títulos nacionales
| Título              | Club              | País    | Año     |
| ------------------- | ----------------- | ------- | ------- |
| Segunda División    | Liverpool         | Uruguay | 2014-15 |
| Torneo Clausura     | Peñarol           | Uruguay | 2018    |
| Campeonato Uruguayo | Peñarol           | Uruguay | 2018    |
| Copa Uruguaya       | Defensor Sporting | Uruguay | 2022    |